# Arpa liuto
L'arpa liuto è uno strumento musicale della categoria dei cordofoni. Il nome deriva dal fatto che appartiene contemporaneamente a due sottocategorie: quella delle arpe e quella dei liuti per la posizione della corde rispetto alla cassa.
Nella arpe infatti le corde sono trasversali rispetto alla cassa di risonanza, mentre nei liuti sono parallele (sono dei liuti anche le chitarre o i violini); l'arpa liuto ha la tipica forma di un liuto, ma è dotata di un grosso ponte che rende le corde trasversali rispetto alla cassa di risonanza.